# ماستر شاف الجزائر
ماستر شاف الجزائر (Masterchef Algeria) النسخة الجزائرية من برنامج ماستر شيف،برنامج طبخ واقعي يمنح الفرضة ل14 موهبة لتحقيق حلمهم والفوز بلقب أفضل طباخ في الجزائر، من تقديم طيب قاسي عبد الله، إنطلق البرنامج لأول مرة في 5 نوفمبر 2016 على الشروق TV ويعاد على بنة.
يعرض يوميا يوميات ماستر شاف التابع للبرنامج، ويقدمه ثلاثة من الحكام رابح أوراد وياسمينة سلام و ملاك العبيدي

## المبدأ
ماستر شاف الجزائر هي مسابقة طبخ تلفزيونية للهواة مفتوحة للأشخاص الذين لم يسبق لهم العمل في الأعمال المطبخية.
بعد سلسلة من الاختبارات التي أجريت على العشرات من الناس في الجزائر، تم اختيار 14 مرشح للمشاركة في المسابقة. يتنافسون معا في مختلف مجالات الطهي وفن الأكل، حيث يتم الحكم عليهم من قبل لجنة تحكيم محترفة.
في نهاية البرنامج يبقى مرشح واحد والفائز بلقب ماستر شاف، ويحصل على جائزة قدرها 5 مليون دينار جزائري وفرصة للتكوين في معهد بول بوكوس.

## لجنة التحكيم
- رابح اوراد: متخصص في البيسترونومي.
- ملاك العبيدي: سفيرة المطبخ الحديث.
- ياسمينة سلام: عميدة المطبخ الجزائري التقليدي.

## المواسم
| الموسم | الموسم | الحلقات | تاريخ البث الأصلي | تاريخ البث الأصلي |
| الموسم | الموسم | الحلقات | بث لأول مرة       | بث لآخر مرة       |
| ------ | ------ | ------- | ----------------- | ----------------- |
|        | 1      | 8       | 5 نوفمبر 2016     | 24 ديسمبر 2016    |
|        | 2      |         | 26 نوفمبر 2017    |                   |

## المشتركين

### الموسم 1
| المشترك       | الولاية         | الوظيفة                  |
| ------------- | --------------- | ------------------------ |
| رفيق (الفائز) | الجزائر العاصمة | أنفوغرافي                |
| ياسمين        | الجزائر العاصمة | مديرة شركة               |
| سليم          | سكيكدة          | مهندس معماري             |
| زهور          | الجزائر العاصمة | شرطية متقاعدة            |
| وردية         | وهران           | ماكثة بالبيث             |
| سامية         | تيقزيرت         | أخصائية في علم الأحياء   |
| أمين          | أم البواقي      | بائع في صيدلية           |
| نسيمة         | الأغواط         | مهندسة معمارية           |
| لامية         | الجزائر العاصمة | '                        |
| أمينة         | الجزائر العاصمة | نادلة                    |
| ليندة         | قسنطينة         | ماكثة بالبيت             |
| هاجر          | وهران           | طبيبة نفسانية            |
| ايدير         | بولونيا         | مدير تكنولوجيا المعلومات |
| رضا           | وهران           | صاحب محل معجبات          |

### الموسم 2
| المشترك    | الولاية         | الوظيفة                  |
| ---------- | --------------- | ------------------------ |
| يوسف       | برج بوعريريج    | أنفوغرافي                |
| نسيم       | العلمة          | مديرة شركة               |
| كريمو      | الشلف           | مهندس معماري             |
| عائشة      | بشار            | شرطية متقاعدة            |
| عبد الرزاق | بجاية           | ماكثة بالبيث             |
| مونية      | الجزائر العاصمة | أخصائية في علم الأحياء   |
| كريمة      | الجزائر العاصمة | بائع في صيدلية           |
| هاجر       | وهران           | مهندسة معمارية           |
| إبتسام     | تيارت           | '                        |
| ياسمينة    | الجزائر العاصمة | نادلة                    |
| إيمان      | قسنطينة         | ماكثة بالبيت             |
| مونية      | الجزائر العاصمة | طبيبة نفسانية            |
| ايدير      | بولونيا         | مدير تكنولوجيا المعلومات |
| رضا        | وهران           | صاحب محل معجبات          |

## روابط خارجية
- الموقع الرسمي
- على الفيسبوك
- على اليوتوب